# Den Uylpark
Het Den Uylpark is een park in Almere Stad dat deel uitmaakt van de stadsbossen van Almere.
Het park wordt aan de westzijde begrensd door de Stedendreef aan de noordzijde loopt de Waddendreef en aan de oostzijde ligt de Olstgracht. Tot 1992 droeg het park de naam Stadspark. In het park staat sinds 1992 een beeld van oud-minister-president Joop den Uyl, naar wie het park sinds die tijd is genoemd. Het hardstenen beeld werd gemaakt door Kees Buckens. Ook het Den Uylpad is naar deze politicus genoemd. In het park staat sinds 2008 een kinderboerderij.
Beatrixpark ·
Beginbos ·
Bos der Onverzettelijken ·
Cascadepark ·
Den Uylpark ·
Ebenezer Howardpark ·
Hannie Schaftpark ·
Homeruspark ·
Stadslandgoed de Kemphaan ·
Kromslootpark ·
Lage Vaartoever ·
Laterna Magikapark ·
Leeghwaterplas ·
Lumièrepark ·
Meridiaanpark ·
Muzenpark ·
Noorderleede Oever ·
Oostelijke Groene Wig ·
Overgooische Zoom ·
Polderpark ·
Vroege Vogelbos ·
Westelijke Groene Wig